# Ousseina Alidou
Ousseina Dioula Alidou (* 29. März 1963 in Niamey) ist eine nigrische Sprachwissenschaftlerin.

## Leben
Ousseina Alidou ging auf die École Canada der Schwestern Unserer Lieben Frau von der immerwährenden Hilfe in Niamey zur Schule. 1988 schloss sie ein Studium der Sprachwissenschaft an der Universität Niamey mit dem Mastertitel ab. Sie erhielt ein USAID-Stipendium und erwarb 1991 einen weiteren Mastertitel in Sprachwissenschaft an der Indiana University Bloomington. Dort unterrichtete sie von 1990 bis 1992 Hausa. Alidou kehrte 1993 als Gastdozentin für Phonologie an die Universität Niamey zurück. 1994 war sie Gastdozentin für Hausa an der University of Illinois at Urbana-Champaign und ab 1995 Dozentin für Hausa und Leiterin des Programms für afrikanische Sprachen an der Ohio State University. Sie dissertierte 1997 an der Indiana University Bloomington mit einer phonologischen Studie zu Sprachspielen in sechs Sprachen Nigers.
Alidou wurde Fakultätsmitglied des Department of African American and African Studies der Rutgers University. Daneben wirkte sie 2002 als Gastdozentin an der Universität Lüneburg und 2003 als Gastprofessorin an der Universität Hamburg. Von 2013 bis 2016 war sie Vorstandsmitglied der African Studies Association. Alidous Forschungsschwerpunkt liegt auf den Sprachpraktiken von Frauen in afrikanischen islamischen Gesellschaften. In Bezug auf diese Gesellschaften beschäftigt sie sich mit Geschlechtergerechtigkeit, Literatur von Frauen, Identitätsdiskursen und der Politik kultureller Produktion.
Ousseina Alidous Zwillingsschwester war die Pädagogin und Diplomatin Hassana Alidou.

## Schriften (Auswahl)
- Ousseina Alidou, George Caffentzis und Silvia Federici (Hrsg.): A Thousand Flowers: Social Struggles against Structural Adjustment in African Universities. Africa World Press, Trenton 2000, ISBN 0-86543-773-4.
- Engaging Modernity: Muslim Women and the Politics of Agency in Postcolonial Niger. University of Wisconsin Press, Madison 2005, ISBN 0-299-21210-6.
- Ousseina Alidou und Ahmad Alawad Sikainga (Hrsg.): Postconflict Reconstruction in Africa. Africa World Press, Trenton 2006, ISBN 1-59221-411-8.
- Muslim Women in Postcolonial Kenya: Representation, Leadership and Social Change. University of Wisconsin Press, Madison 2013, ISBN 978-0-299-29464-9.
- Ousseina Alidou und Renée Larrier (Hrsg.): Writing through the Visual and Virtual: Inscribing Language, Literature, and Culture in Francophone Africa and the Caribbean. Lexington Books, Lanham 2015, ISBN 978-1-4985-0163-7.
- Niger. In: Toyin Falola, Daniel Jean-Jacques (Hrsg.): Africa. An Encyclopedia of Culture and Society. Vol. 3: N–Z. ABC-CLIO, Santa Barbara 2016, ISBN 978-1-59884-665-2, S. 912–935.